# EuroGames
De EuroGames (ook wel Eurogames) is het belangrijkste homo-sportevenement van Europa. Dit evenement wordt georganiseerd onder licentie van de European Gay and Lesbian Sport Federation (EGLSF). De organisatie is in handen van een of meer sportclubs die aangesloten zijn bij deze federatie.

## Achtergrond
De officiële naam van de EuroGames is de European Gay and Lesbian Multi-Sports Championships. Het is een Nederlands initiatief, in 1992 voor het eerst georganiseerd in Den Haag.
De EuroGames zijn een meerdaags sportevenement. Ze worden jaarlijks in een Europese stad georganiseerd, met uitzondering van de jaren waarin de mondiale Gay Games plaatsvinden. Sinds de komst van de World Outgames in 2006 wordt daar bij het bepalen van al dan niet toewijzing in een bepaald jaar aan een stad rekening mee gehouden. In een jaar waarin Gay Games en/of World Outgames plaatsvinden, hebben er in het algemeen geen EuroGames plaats.
Zoals de Gay Games alsmede de World Outgames staan ook de EuroGames open voor iedereen, ongeacht sekse, leeftijd, ras, geloof, seksuele voorkeur of handicap. Wanneer een competitiesport het maximumaantal deelnemers nog niet heeft bereikt, worden er ook deelnemers uit niet-Europese landen toegelaten.
Sinds 2001 bestaan de EuroGames in twee versies: de grote EuroGames en de kleine EuroGames. Het was de bedoeling dat deze kleine Games een maximum van 1.500 deelnemers en zeven sporten zouden hebben en twee dagen zouden duren. De 'kleine' EuroGames Utrecht 2005 waren hierop een uitzondering. Bijna 3.000 deelnemers, negen competitiesporten en drie competitiedagen maakten dat Utrecht, als kleinste organiserende stad tot dan toe, de grootste 'kleine' Games ten opzichte van Hannover en Kopenhagen in respectievelijk 2001 en 2003 had. 
In 2007 organiseerde Active Company, Het Roze Huis (de Antwerpse regenboogkoepel) en het Eurogames-team in Antwerpen de Eurogames van 12 tot 15 juli. De organisatie was een groot succes. Dit sportevenement trok vele duizenden deelnemers en bezoekers.

## Actualiteit
Van 24 tot 27 juli 2008 vond in Barcelona de 12e editie van de EuroGames plaats. In 2011 vonden de spelen plaats in Rotterdam. In 2022 keerden de spelen wederom terug naar Nederland met Nijmegen als organiserende stad.

## Geschiedenis van de EuroGames
| Editie | Jaar | Locatie                   | Land                | Deelnemers | Nationaliteiten | Aantal sporten           | Opmerkingen      | Andere kandidaat-steden  |
| ------ | ---- | ------------------------- | ------------------- | ---------- | --------------- | ------------------------ | ---------------- | ------------------------ |
| I      | 1992 | Den Haag (NL)             | Nederland           | 300        | 5               | 4                        |                  |                          |
| II     | 1993 | Den Haag (NL)             | Nederland           | 540        | 8               | 6                        |                  |                          |
| III    | 1995 | Frankfurt (D)             | Duitsland           | 2000       | 13              |                          |                  |                          |
| IV     | 1996 | Berlijn (D)               | Duitsland           | 3247       | 18              | 17                       |                  |                          |
| V      | 1997 | Parijs (F)                | Frankrijk           | 2000       | 18              | 17                       |                  | Brussel (B), Zürich (CH) |
|        | 1999 | Manchester (GB)           | Verenigd Koninkrijk | 0          | 0               | 0                        | afgelast         | Keulen (D)               |
| VI     | 2000 | Zürich (CH)               | Zwitserland         | 4500       |                 | 19                       |                  | Hamburg (D)              |
| VII    | 2001 | Hannover (D)              | Duitsland           | 1500       |                 | 7                        | kleine Eurogames |                          |
| VIII   | 2003 | Kopenhagen (DK)           | Denemarken          | 2200       |                 | 7                        | kleine Eurogames |                          |
| IX     | 2004 | München (D)               | Duitsland           | 5300       | 38              | 27                       |                  | Wenen (A)                |
| X      | 2005 | Utrecht (NL)              | Nederland           | 2855       | 44              | 9                        | kleine Eurogames |                          |
| XI     | 2007 | Antwerpen (B)             | België              | 3650       | 38              | 11+1                     | kleine Eurogames |                          |
| XII    | 2008 | Barcelona (E)             | Spanje              | 5314       | 40              | 25                       |                  |                          |
| XIII   | 2011 | Rotterdam (NL)            | Nederland           |            |                 | 26                       |                  |                          |
| XIV    | 2012 | Boedapest (H)             | Hongarije           |            |                 |                          |                  |                          |
| XV     | 2015 | Stockholm (S)             | Zweden              | 4465       | 71              | 28                       |                  |                          |
| XVI    | 2016 | Helsinki (F)              | Finland             | 1465       | 56              | 14                       |                  |                          |
| XVII   | 2019 | Rome (I)                  | Italië              | 1900       |                 | 12                       |                  |                          |
| XVIII  | 2020 | Düsseldorf (D)            | Duitsland           |            |                 | afgelast i.v.m. COVID-19 |                  |                          |
| XIX    | 2021 | Kopenhagen (DK) Malmö (S) | Denemarken Zweden   | 1826       | 49              | 22                       |                  |                          |
| XX     | 2022 | Nijmegen (NL)             | Nederland           |            |                 | 19                       |                  |                          |
| XXI    | 2023 | Bern (CH)                 | Zwitserland         |            |                 |                          |                  |                          |
| XXII   | 2024 | Wenen                     | Oostenrijk          |            |                 |                          |                  |                          |
| XXIII  | 2025 | Lyon                      | Frankrijk           |            |                 |                          |                  |                          |

## Trivia
- Antwerpen verzorgde na de succesvolle organisatie van de Eurogames XI in 2007 tevens de World OutGames in 2013. Ook voor editie IX van de Gay Games in 2014 was er interesse vanuit Antwerpen.
- Amsterdam organiseerde in 1998 de vijfde editie van de Gay Games.